# Marlayne
Marlayne, pseudonimo di Marleen van den Broek (Baarn, 1º luglio 1971), è una cantante olandese.
Ha rappresentato i Paesi Bassi all'Eurovision Song Contest 1999 svoltosi a Gerusalemme cantando il brano One Good Reason.

## Discografia

### Album in studio
- 2001 – Meant to Be

### Singoli
- 1999 – Ik kan het niet alleen (duetto con Gordon Heuckeroth)
- 1999 – One Good Reason
- 2000 – I Don't O U Anything
- 2001 – I Quit
- 2001 – Water for Wine